# Bièvre (Belgia)
Bièvre (wa. Bive) – miejscowość i gmina w południowo-wschodniej Belgii, w Regionie Walońskim, w prowincji Namur, w okręgu Dinant. 1 stycznia 2024 roku liczyła 3476 mieszkańców.  

## Podział administracyjny
W skład gminy wchodzi dziewięć dzielnic (section):
- Baillamont
- Bellefontaine
- Cornimont
- Graide
- Gros-Fays
- Monceau-en-Ardenne
- Naomé
- Oizy
- Petit-Fays

## Współpraca
Miejscowości partnerskie:

- Bienvenida, Hiszpania
- Bucine, Włochy
- Cashel, Irlandia
- Cissé, Francja
- Desborough, Wielka Brytania
- Esch, Niderlandy
- Hepstedt, Niemcy
- Ibănești, Rumunia
- Kandava, Łotwa
- Kannus, Finlandia
- Kolindros, Grecja
- Lassee, Austria
- Medzev, Słowacja
- Moravče, Słowenia
- Nadur, Malta
- Næstved, Dania
- Nagycenk, Węgry
- Ockelbo, Szwecja
- Pano Lefkara, Cypr
- Põlva, Estonia
- Samuel, Portugalia
- Sliwo pole, Bułgaria
- Starý Poddvorov, Czechy
- Strzyżów, Polska
- Tisno, Chorwacja
- Troisvierges, Luksemburg
- Żagory, Litwa